# Suzanne Poictevin du Plessis-Landry
Suzanne Poictevin du Plessis-Landry, död 1793, var en fransk rojalist och kontrarevolutionär. Hon åtalades för förräderi och avrättades med giljotin under skräckväldet. 
I början av revolutionen blev hon ordförande för den rojalistiska kommitté som bildades i regionen Poitou. 1793, när hennes man blev president för de katolska och kungliga arméernas högsta råd i Châtillon-sur-Sèvre, donerade hon sitt château de la Boislevière (Apremont), ett upprorscentrum, till den rojalistiska saken. Morgonen den 14 maj 1793, greps hon och hennes kock, på begäran av kommunen Apremont, av överste François Gilbert. Förhörd dagen efter av stadsdelsförvaltaren, prövad och dömd den 17 maj, giljotinerades hon nästa dag i Les Sables-d'Olonne. 